# エレナ・タタルコワ
エレナ・タタルコワ（Elena Tatarkova, 1976年8月22日 - ）は、ウクライナの女子プロテニス選手。タジキスタンの首都ドゥシャンベで生まれる。1999年のウィンブルドン女子ダブルスで、マリアン・デ・スウォート（南アフリカ）とペアを組んで準優勝した選手である。ベースライン・プレーヤーで、バックハンド・ストロークを最大の武器にした。左利きの選手。自己最高ランキングはシングルス45位、ダブルス9位。WTAツアーでシングルスの優勝はなかったが、ダブルスで4勝を挙げた。

## 来歴
タタルコワは母親の勧めで10歳からテニスを始め、1993年5月にプロ入りした。1994年から女子テニス国別対抗戦・フェドカップのウクライナ代表選手になる。彼女は早くからダブルスの分野で優れた才能を発揮し始め、1996年全仏オープンで4大大会女子ダブルスに初挑戦した。2年後の1998年全豪オープンで初のシングルス本戦出場を果たす。この年の全仏オープンで3回戦に進出し、第3シードのヤナ・ノボトナに挑戦するが、これがタタルコワの4大大会女子シングルス自己最高成績になった。
1999年1月のオーストラリア・ホバート大会で、タタルコワはマリアン・デ・スウォートとペアを組み、女子ツアーのダブルスで初優勝を遂げた。このデ・スウォートと一緒に、半年後のウィンブルドン女子ダブルスで活躍する。2人は準決勝で第1シードのヤナ・ノボトナ&ナターシャ・ズベレワ組を 6-4, 2-6, 7-5 のストレートで倒し、タタルコワはウクライナ人女性として初めてウィンブルドン決勝の舞台を踏んだ。決勝戦ではリンゼイ・ダベンポート&コリーナ・モラリュー（ともにアメリカ）組に 4-6, 4-6 のストレートで敗れ、初優勝はならなかった。（ダベンポートはこの大会で女子シングルス・女子ダブルスの単複2冠を獲得した。）ところが、2人は全米オープンの女子ダブルス1回戦でフランスペアのジュリー・アラール＝デキュジス&アメリ・モレスモ組に 6-4, 5-7, 4-6 で敗れ、この敗戦を最後にタタルコワとデ・スウォートはコンビを解消した。
ウィンブルドン女子ダブルス準優勝から2年後、タタルコワは2001年全仏オープン女子ダブルスでジュスティーヌ・エナンとコンビを組み、ベスト4まで進出した。タタルコワとエナンの組み合わせは、この1度だけである。2人は準々決勝でナタリー・トージア&キンバリー・ポー＝メッセーリ組に 3-6, 7-5, 11-9 の逆転勝利を収めた後、準決勝でビルヒニア・ルアノ・パスクアル&パオラ・スアレス組に 2-6, 0-6 で完敗した。
2002年2月下旬のアメリカ・テネシー州メンフィス大会で、タタルコワは日本の杉山愛とペアを組んで優勝し、3年ぶりのツアー優勝を杉山とのコンビで獲得した。2003年シーズンにダブルスで年間2勝を挙げ、これでタタルコワの女子ツアーダブルス優勝は「4勝」になる。彼女の競技経歴は2004年にほぼ終わっているが、2006年11月にイギリスの下部トーナメントのダブルス戦に出場したことがある。タタルコワは2004年までフェドカップ代表選手を務め、通算勝利数（27勝11敗）・シングルス通算勝利数（17勝7敗）・ダブルス通算勝利数（10勝4敗）の3部門でウクライナ・チームの歴代1位記録保持者になった。オリンピック代表選手としても、2000年シドニー五輪の女子ダブルスに出場した。
タタルコワは2007年9月に結婚し、2009年4月と2012年2月に出産している。

## WTAツアー決勝進出結果

### ダブルス: 12回 (4勝8敗)
| 結果   | No. | 決勝日         | 大会             | サーフェス        | パートナー                   | 対戦相手                                                | スコア                 |
| ------ | --- | -------------- | ---------------- | ----------------- | ---------------------------- | ------------------------------------------------------- | ---------------------- |
| 準優勝 | 1.  | 1998年8月2日   | スタンフォード   | ハード            | ラリサ・ネーランド           | リンゼイ・ダベンポート ナターシャ・ズベレワ             | 4-6, 4-6               |
| 準優勝 | 2.  | 1998年8月16日  | ロサンゼルス     | ハード            | タマリネ・タナスガーン       | マルチナ・ヒンギス ナターシャ・ズベレワ                 | 4-6, 2-6               |
| 準優勝 | 3.  | 1998年10月18日 | チューリッヒ     | カーペット (室内) | マリアン・デ・スウォート     | セリーナ・ウィリアムズ ビーナス・ウィリアムズ           | 7-5, 1-6, 3-6          |
| 準優勝 | 4.  | 1998年11月1日  | ルクセンブルク   | カーペット (室内) | ラリサ・ネーランド           | エレーナ・リホフツェワ 杉山愛                           | 7-6, 3-6, 0–2 途中棄権 |
| 優勝   | 1.  | 1999年1月16日  | ホバート         | ハード            | マリアン・デ・スウォート     | アレクシア・デショーム エミリー・ロワ                   | 6-1, 6-2               |
| 準優勝 | 5.  | 1999年7月4日   | ウィンブルドン   | 芝                | マリアン・デ・スウォート     | リンゼイ・ダベンポート コリーナ・モラリュー             | 4-6, 4–6               |
| 準優勝 | 6.  | 2000年2月27日  | オクラホマシティ | ハード (室内)     | タマリネ・タナスガーン       | コリーナ・モラリュー キンバリー・ポー                   | 4-6, 6-4, 2–6          |
| 優勝   | 2.  | 2002年2月24日  | メンフェス       | ハード (室内)     | 杉山愛                       | メリッサ・ミドルトン ブリー・リップナー                 | 6-4, 2-6, 6-0          |
| 準優勝 | 7.  | 2003年4月5日   | カサブランカ     | クレー            | ヘンリエッタ・ナギョワ       | ヒセラ・ドゥルコ マリア・エミリア・サレルニ             | 3-6, 4-6               |
| 優勝   | 3.  | 2003年4月20日  | ブダペスト       | クレー            | ペトラ・マンデュラ           | コンチタ・マルティネス・グラナドス タチアナ・ペレビニス | 6-3, 6-1               |
| 優勝   | 4.  | 2003年8月10日  | ヘルシンキ       | クレー            | エフゲニア・クリコフスカヤ   | タチアナ・ペレビニス シルビア・タラヤ                   | 6-2, 6-4               |
| 準優勝 | 8.  | 2003年10月26日 | ルクセンブルク   | ハード (室内)     | マレーネ・ヴァインゲルトナー | マリア・シャラポワ タマリネ・タナスガーン               | 1-6, 4-6               |

## 4大大会シングルス成績
略語の説明
| W | F | SF | QF | #R | RR | Q# | LQ | A | Z# | PO | G | S | B | NMS | P | NH |

W=優勝, F=準優勝, SF=ベスト4, QF=ベスト8, #R=#回戦敗退, RR=ラウンドロビン敗退, Q#=予選#回戦敗退, LQ=予選敗退, A=大会不参加, Z#=デビスカップ/BJKカップ地域ゾーン, PO=デビスカップ/BJKカッププレーオフ, G=オリンピック金メダル, S=オリンピック銀メダル, B=オリンピック銅メダル, NMS=マスターズシリーズから降格, P=開催延期, NH=開催なし.
| 大会           | 1994 | 1995 | 1996 | 1997 | 1998 | 1999 | 2000 | 2001 | 2002 | 2003 | 2004 | 通算成績 |
| -------------- | ---- | ---- | ---- | ---- | ---- | ---- | ---- | ---- | ---- | ---- | ---- | -------- |
| 全豪オープン   | A    | LQ   | A    | A    | 1R   | 1R   | LQ   | A    | 1R   | LQ   | LQ   | 0–3      |
| 全仏オープン   | A    | A    | LQ   | LQ   | 3R   | 1R   | LQ   | LQ   | LQ   | LQ   | LQ   | 2–2      |
| ウィンブルドン | LQ   | A    | A    | LQ   | 2R   | 2R   | A    | LQ   | 1R   | LQ   | LQ   | 2–3      |
| 全米オープン   | A    | A    | LQ   | LQ   | 1R   | 1R   | A    | LQ   | LQ   | LQ   | LQ   | 0–2      |